# Parafia Najświętszej Maryi Panny Królowej Polski w Gostyniu
Parafia pw. Najświętszej Maryi Panny Królowej Polski w Gostyniu – parafia rzymskokatolicka należąca do dekanatu Kamień Pomorski, archidiecezji szczecińsko-kamieńskiej, metropolii szczecińsko-kamieńskiej. W parafii posługują księża diecezjalni. Według stanu na wrzesień 2018 proboszczem parafii był ks. Henryk Dudzik. W 2023 r. proboszczem parafii jest ks. Krzysztof Łuczyk.  

## Miejsca święte

### Kościół parafialny
Kościół Najświętszej Maryi Panny Królowej Polski w Gostyniu

### Kościoły filialne i kaplice
Kościół w Strzeżewie